# Revista Cubana de Información en Ciencias de la Salud
Revista Cubana de Información en Ciencias de la Salud (anteriormente Acimed antes de 2013) es una revista en español de informática médica publicada por el Centro Nacional de Información en Ciencias Médicas de Cuba. Se publicó por primera vez en 1993 y es la primera revista en español que se publica sobre el tema de la informática médica.
Se publica con el propósito de difundir los resultados de las investigaciones de los profesionales de la información y la comunicación, en particular los relacionados con los servicios de salud en el país, así como promover el intercambio de experiencias entre los países latinoamericanos.

## Métricas de revista
2022
- Web of Science Group : No disponible
- Índice h de Google Scholar: 13
- Scopus: 0.571